# Graptodytes castilianus
Graptodytes castilianus är en skalbaggsart som beskrevs av Hans Fery 1995. Graptodytes castilianus ingår i släktet Graptodytes och familjen dykare. Inga underarter finns listade i Catalogue of Life.